# De Toverboeken
"De Toverboeken" is de Nederlandse vertaling van de serie "Young Wizards". Deze boeken werden geschreven door Diane Duane. Het eerste boek "So you want to be a wizard" verscheen al in 1983. Het boek werd echter pas in 2003 als "Dus jij wil tovenaar worden" vertaald. Anno 2005 zijn er acht boeken in de serie verschenen. Daarvan zijn er vier vertaald. Verwacht wordt dat het negende boek in de herfst van 2006 uitkomt.

## De boeken
1. Dus jij wil tovenaar worden (1983) (Oorspronkelijke titel: So you want be a wizard)
2. Diepe toverij (1985) (Oorspronkelijke titel: Deep Wizardy)
3. Hoge toverij (1990) (Oorspronkelijke titel: High Wizardy)
4. Ierse toverij (1993) (Oorspronkelijke titel: A Wizard Abroad)
5. The Wizard's Dilemma (2001)
6. A Wizard Alone (2002)
7. Wizard's Holiday (2003)
8. Wizards at War (2005)
9. A Wizard of Mars (2010)